# شرکت هوور
شرکت هوور (به انگلیسی: The Hoover Company) یک شرکت آمریکایی سازنده انواع جاروبرقی و تجهیزات تمیزکننده طبقات است که در سال ۱۹۰۸ و در کنتن شمالی در ایالت اوهایو بنیان نهاده شد. همچنین بخش عمده‌ای از این شرکت در انگلستان تأسیس شد و در اوایل و میانه قرن بیستم به نقطه‌ای رسید که در انگلستان و ایرلند به‌طور کلی جاروبرقی صرف نظر از نام تجاری آن با نام هوور شناخته می‌شد. شرکت هوور تا سال ۲۰۰۶ بخشی از شرکت ویرپول بود ولی بعد از آن به شرکت تکترونیک به مبلغ ۱۰۷ میلیون دلار فروخته شد. شرکت هوور انگلستان-اروپا در سال ۱۹۹۳ از شرکت هوور آمریکا جدا شد.
بنیان‌گذار هوور، ویلیام هنری باس هوور است.

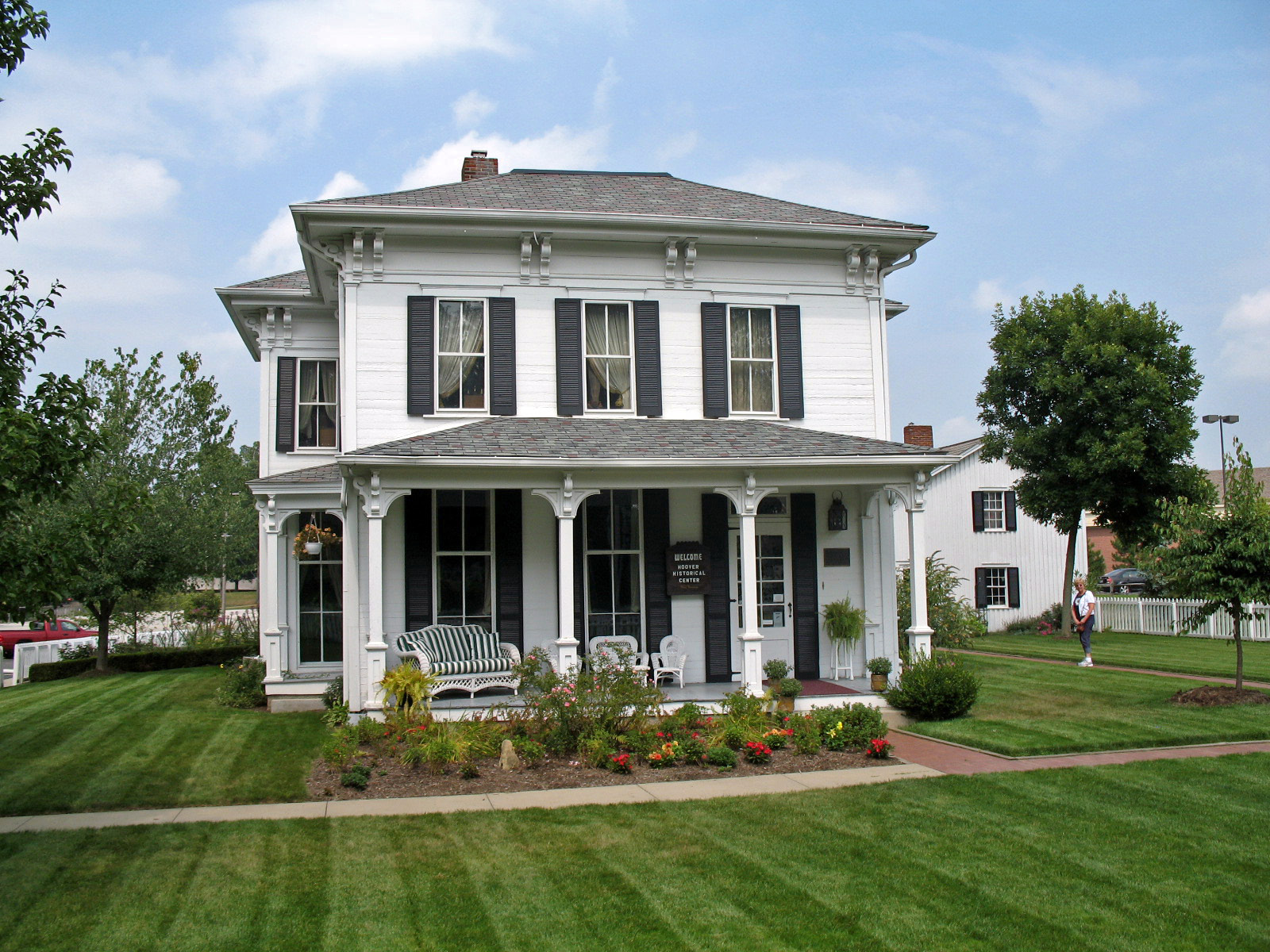
مزرعه هوور و خانه بنیانگذار جاروبرقی هوور، ویلیام باس هوور، ساخته شده در سال ۱۸۵۳ در اوهایو